# Lasiopezus
Lasiopezus is een kevergeslacht uit de familie van de boktorren (Cerambycidae). De wetenschappelijke naam van het geslacht werd voor het eerst geldig gepubliceerd in 1859 door Pascoe.

## Soorten
Lasiopezus omvat de volgende soorten:
- Lasiopezus affinis Breuning, 1977
- Lasiopezus brunoi Breuning, 1972
- Lasiopezus hiekei (Breuning, 1968)
- Lasiopezus latefasciatus Breuning, 1938
- Lasiopezus longimanus (Thomson, 1858)
- Lasiopezus marmoratus (Olivier, 1795)
- Lasiopezus nigromaculatus Quedenfeldt, 1882
- Lasiopezus sordidus (Olivier, 1795)
- Lasiopezus variegator (Fabricius, 1781)